# Fernando Ferreira (bochas)
Fernando Ferreira es un deportista portugués que compitió en bochas adaptadas. Ganó siete medallas en los Juegos Paralímpicos de Verano entre los años 1988 y 2016.

## Palmarés internacional
| Juegos Paralímpicos | Juegos Paralímpicos      | Juegos Paralímpicos | Juegos Paralímpicos  |
| Año                 | Lugar                    | Medalla             | Prueba               |
| ------------------- | ------------------------ | ------------------- | -------------------- |
| 1988                | Seúl (Corea del Sur)     | Medalla de bronce   | Individual C2 mixto  |
| 1996                | Atlanta (Estados Unidos) | Medalla de plata    | Equipo C1-C2 mixto   |
| 2000                | Sídney (Australia)       | Medalla de bronce   | Equipo BC1-BC2 mixto |
| 2004                | Atenas (Grecia)          | Medalla de oro      | Equipo BC1-BC2 mixto |
| 2004                | Atenas (Grecia)          | Medalla de bronce   | Individual BC2 mixto |
| 2008                | Pekín (China)            | Medalla de plata    | Equipo BC1-BC2 mixto |
| 2016                | Río de Janeiro (Brasil)  | Medalla de bronce   | Equipo BC1-2 mixto   |